# 菲比·沃勒-布里奇
菲比·玛丽·沃勒-布里奇（英語：Phoebe Mary Waller-Bridge，1985年7月14日—），是一位英国女演员，剧作家，制片人和编剧。她最有名的作品包括由她开发、编剧以及主演的情景喜剧《情迷意乱》（2016年）和BBC剧情喜剧《伦敦生活》（2016年-2019年）。她还是BBC美国台电视剧《追殺夏娃》（2018年至今）节目统筹和编剧，以及该剧第一季的执行制片。《伦敦生活》和《追殺夏娃》都入选《衛報》21世纪最伟大的电视剧集名单。
沃勒-布里奇凭借《伦敦生活》获得了英国电视学院奖喜剧类最佳女主角，以及三项黄金时段艾美奖（最佳喜剧类影集女主角、最佳喜剧类影集编剧、最佳喜剧类影集奖），还有两项金球奖（最佳電視音樂及喜劇類女主角、最佳音乐喜剧类剧集）。

## 早年生活
沃勒-布里奇出生于伦敦西部，父亲是迈克尔·西普里安·沃勒-布里奇，母亲是特蕾莎·玛丽（原姓克勒肯）。她有一个弟弟，贾斯珀·沃勒-布里奇，现为音乐经理。她的姐姐伊索贝尔·沃勒-布里奇是作曲家，同时是《伦敦生活》的编曲。菲比的父母现已离婚。
沃勒-布里奇成长于伦敦西部的伊灵，并在那的一所女子天主教独立学校完成基础教育。之后，她在伦敦马里波恩的一所学校完成预科。最后从位于伦敦的皇家戏剧艺术学院毕业。

## 演艺事业
2009年，沃勒-布里奇在Soho剧院表演《Roaring Trade》开启自己的演艺事业。
除了表演，沃勒-布里奇还是一个剧作家。她的作品包括戏剧《Good. Clean. Fun》和《Fleabag》。2016年，她编剧以及主演了情景喜剧《情迷意乱》和BBC 3播放的剧情喜剧《伦敦生活》。
在BBC 3首播之后，《伦敦生活》于2016年8月在BBC 2播放。9月，亚马逊Prime Video订购了该剧并在全美首播。由于在剧中的优异表现，沃勒-布里奇获得了英国电视学院奖喜剧类最佳女主角。《伦敦生活》第二季即最终季于2019年上线，沃勒-布里奇更是凭借该季获得三项黄金时段艾美奖，包括最佳喜剧类影集女主角、最佳喜剧类影集编剧、最佳喜剧类影集奖，以及两项金球奖（最佳電視音樂及喜劇類女主角、最佳音乐喜剧类剧集）。
2018年，星球大战系列电影《星際大戰外傳：韓索羅》上映，沃勒-布里奇在当中为机器人L3-37提供配音和动作捕捉。
沃勒-布里奇在根据卢克·詹寧斯小说改编的惊悚电视剧《追殺夏娃》中担任编剧和制片。该剧主演为吳珊卓和朱迪·科默，於2018年4月在BBC美国台首播。由于她在该剧剧本上的贡献，沃勒-布里奇获得了黄金时段艾美奖剧情类剧集最佳编剧的提名。
2019年3月，HBO订购了电视剧《逃》。该剧由沃勒-布里奇和维姬·琼斯创作，多姆納爾·格里森和梅里特·韦弗主演 。沃勒-布里奇将在该剧中出演配角Flick。
2019年，沃勒-布里奇与Neal Purvis和Robert Wade共同编写第25部詹姆斯·邦德系列，《007：无暇赴死》的电影剧本。

## 个人生活
沃勒-布里奇居住在伦敦西北部的肯萨绿地。2014年，她与主持人兼纪录片拍摄者康纳·伍德曼结婚。2017年，二者分手并签署离婚协议 。2018年上半年，沃勒-布里奇开始与导演和编剧馬丁·麥多納交往。

## 影视作品

### 电影
| 年份 | 电影                 | 角色                | 备注       |
| ---- | -------------------- | ------------------- | ---------- |
| 2009 | The Reward           | Charlotte           | 短片       |
| 2011 | Beautiful Enough     | Composer            | 短片，配音 |
| 2011 | 變裝男侍             | Viscountess Yarrell |            |
| 2011 | Meconium             | Lorna               | 短片       |
| 2011 | 铁娘子               | Susie               |            |
| 2015 | 爷们儿些             | Katie               |            |
| 2017 | 永遠的小熊維尼       | Mary Brown          |            |
| 2018 | 星際大戰外傳：韓索羅 | L3-37               |            |
| 2019 | 伦敦生活剧场版       | Fleabag             | 兼编剧     |
| 2021 | 007：无暇赴死        | 不適用              | 联合编剧   |
| 2022 | 印第安納瓊斯5        | Helena              |            |

### 电视
| 年份      | 电视剧             | 身份 | 身份 | 身份 | 身份 | 角色               | 备注                               |
| 年份      | 电视剧             | 演员 | 开创 | 编剧 | 监制 | 角色               | 备注                               |
| --------- | ------------------ | ---- | ---- | ---- | ---- | ------------------ | ---------------------------------- |
| 2009      | 《醫者心》         | 是   | 否   | 否   | 否   | Katie Burbridge    | "Chef's Secret"集                  |
| 2010      | 《疯狂的生活》     | 是   | 否   | 否   | 否   | Felicity           | "Don's Posh Weekend"集             |
| 2011      | The Night Watch    | 是   | 否   | 否   | 否   | Lauren             | 电视电影                           |
| 2011–2013 | 《The Café》       | 是   | 否   | 否   | 否   | Chloe Astill       | 13集                               |
| 2013      | 《Coming Up》      | 是   | 否   | 否   | 否   | Karen              | "Henry"集                          |
| 2013      | 爱尔兰人在伦敦     | 是   | 否   | 否   | 否   | Steph              | "#1.2"集                           |
| 2013      | 《不良教育》       | 是   | 否   | 否   | 否   | India              | "Drugs"集                          |
| 2014      | 《布兰丁斯城堡》   | 是   | 否   | 否   | 否   | Felicity           | "Custody of the Pumpkin"集         |
| 2014      | 《胶合》           | 是   | 否   | 否   | 否   | Bee Warwick        | 2集                                |
| 2014      | 《Drifters》       | 否   | 否   | 是   | 否   | None               | 3集                                |
| 2015      | 小镇疑云           | 是   | 否   | 否   | 否   | Abby Thompson      | 8集                                |
| 2015      | Flack              | 是   | 否   | 否   | 否   | Eve                | 电视电影                           |
| 2016      | 《情迷意乱》       | 是   | 是   | 是   | 是   | Lulu               | 6集                                |
| 2016–2019 | 《伦敦生活》       | 是   | 是   | 是   | 是   | Fleabag            | 12集                               |
| 2018至今  | 《追殺夏娃》       | 否   | 是   | 是   | 是   | None               | 24集                               |
| 2019      | 《週六夜現場》     | 是   | 否   | 否   | 否   | 她自己 (主持)      | "菲比·沃勒-布里奇/泰勒·斯威夫特"集 |
| 2020      | 《跑闊人生》       | 是   | 否   | 否   | 是   | Laurel Halliday    | 3集                                |
| 2020      | 《黑暗元素三部曲》 | 是   | 否   | 否   | 否   | Sayan Kötör (配音) |                                    |

## 出版作品
- Waller-Bridge, Phoebe. . London: Nick Hern Books. 2013. ISBN 978-1-84-842364-0. OCLC 894546593.

## 奖项与提名
| 年度 | 奖项               | 类别                      | 入围作品     | 结果 |
| ---- | ------------------ | ------------------------- | ------------ | ---- |
| 2013 | 舞台卓越表现奖     | 最佳个人表演              | 《伦敦生活》 | 獲獎 |
| 2013 | 晚间标准剧院奖     | 新锐剧作家奖              | 《伦敦生活》 | 提名 |
| 2014 | 剧评人剧院奖       | 新锐剧作家奖              | 《伦敦生活》 | 獲獎 |
| 2014 | 劳伦斯·奥利弗奖    | 附属剧院杰出成就奖        | 《伦敦生活》 | 提名 |
| 2017 | 评论家选择电视剧奖 | 最佳女演员——喜剧类电视剧  | 《伦敦生活》 | 提名 |
| 2017 | 皇家电视学会奖     | 突破明星奖                | 《伦敦生活》 | 獲獎 |
| 2017 | 皇家电视学会奖     | 喜剧类编剧奖              | 《伦敦生活》 | 獲獎 |
| 2017 | 英國電視學院工藝獎 | 喜剧类最佳编剧            | 《伦敦生活》 | 提名 |
| 2017 | 英國電視學院工藝獎 | 突破性人才奖              | 《情迷意乱》 | 提名 |
| 2017 | 英國電視學院工藝獎 | 突破性人才奖              | 《伦敦生活》 | 提名 |
| 2017 | 英国电视学院奖     | 喜剧类最佳女性表演        | 《伦敦生活》 | 獲獎 |
| 2017 | Gold Derby電視獎   | 喜剧类最佳女演员          | 《伦敦生活》 | 提名 |
| 2017 | Gold Derby電視獎   | 年度最佳突破性表演者      | 《伦敦生活》 | 提名 |
| 2017 | 电视评论家协会奖   | 喜剧类个人成就奖          | 《伦敦生活》 | 提名 |
| 2017 | 哥譚獨立電影獎     | 长篇电视剧突破奖          | 《伦敦生活》 | 提名 |
| 2018 | 黄金时段艾美奖     | 剧情类影集最佳编剧        | 《追殺夏娃》 | 提名 |
| 2018 | 哥譚獨立電影獎     | 长篇电视剧突破奖          | 《追殺夏娃》 | 獲獎 |
| 2019 | 英國電視學院工藝獎 | 最佳编剧                  | 《追殺夏娃》 | 提名 |
| 2019 | 戏剧桌奖           | 个人表演杰出成就奖        | 《伦敦生活》 | 提名 |
| 2019 | 戏剧联盟奖         | 杰出表现奖                | 《伦敦生活》 | 提名 |
| 2019 | 电视评论家协会奖   | 喜剧类个人成就奖          | 《伦敦生活》 | 獲獎 |
| 2019 | 黄金时段艾美奖     | 最佳喜剧类影集女主角      | 《伦敦生活》 | 獲獎 |
| 2019 | 黄金时段艾美奖     | 喜剧类影集最佳编剧        | 《伦敦生活》 | 獲獎 |
| 2019 | 黄金时段艾美奖     | 最佳喜剧类影集            | 《伦敦生活》 | 獲獎 |
| 2019 | 黄金时段艾美奖     | 最佳剧情类影集            | 《追殺夏娃》 | 提名 |
| 2019 | Gold Derby電視獎   | 最佳剧情类电视剧          | 《追殺夏娃》 | 提名 |
| 2019 | Gold Derby電視獎   | 最佳喜剧类电视剧          | 《伦敦生活》 | 獲獎 |
| 2019 | Gold Derby電視獎   | 最佳喜剧类影集女主角      | 《伦敦生活》 | 獲獎 |
| 2019 | Gold Derby電視獎   | 年度最佳喜剧（ep 2.1）    | 《伦敦生活》 | 獲獎 |
| 2019 | Gold Derby電視獎   | 年度最佳喜剧（ep 2.6）    | 《伦敦生活》 | 提名 |
| 2019 | Gold Derby電視獎   | 年度表演                  | 《伦敦生活》 | 獲獎 |
| 2019 | 大不列颠奖         | 年度英国艺术家            | 不適用       | 獲獎 |
| 2020 | 卫星奖             | 最佳音乐、喜剧类女主角    | 《伦敦生活》 | 獲獎 |
| 2020 | 卫星奖             | 最佳音乐、喜剧类电视剧集  | 《伦敦生活》 | 獲獎 |
| 2020 | 金球獎             | 音乐/喜剧类剧集最佳女主角 | 《伦敦生活》 | 獲獎 |
| 2020 | 金球獎             | 音乐/喜剧类最佳剧集       | 《伦敦生活》 | 獲獎 |
| 2020 | 评论家选择电视剧奖 | 最佳女演员——喜剧类电视剧  | 《伦敦生活》 | 獲獎 |
| 2020 | 评论家选择电视剧奖 | 最佳音乐、喜剧类电视剧集  | 《伦敦生活》 | 獲獎 |
| 2020 | 美国演员工会奖     | 电视喜剧类最佳女演员      | 《伦敦生活》 | 獲獎 |
| 2020 | 美国演员工会奖     | 电视喜剧类最佳集体演出    | 《伦敦生活》 | 提名 |
| 2020 | 时代百大人物       | 艺术家                    | 不適用       | 入选 |

## 外部連結
- 菲比·沃勒-布里奇在互联网电影资料库（IMDb）上的資料（英文）